# ماتيا فورلاني
ماتيا فورلاني (مواليد 7 فبراير 2005) لاعب ألعاب قوى إيطالي متخصص في رياضة القفز العالي والقفز الطويل، فاز بميداليتين ذهبيتين في كلا الحدثين في بطولة أوروبا تحت 18 عامًا 2022. يحمل فورلاني الرقم القياسي الأوروبي لفئة تحت 20 عامًا في الصالات المغلقة في الوثب الطويل. في مايو 2023، وفي سن 18 عامًا، قفز 8.44 مترًا بمساعدة الرياح في هذا الحدث، متجاوزًا الرقم القياسي العالمي لفئة تحت 20 عامًا، والأطول في تاريخ رياضي تحت 20 عامًا في جميع الظروف.
في دورة الألعاب الأولمبية الصيفية 2024 في باريس، جقق فورلاني قفزة قدرها 8.34 مترًا من محاولته الأولى، وهو ما كان كافيًا للفوز بالميدالية البرونزية. فاز بالميدالية الفضية في الوثب الطويل في بطولة أوروبا لألعاب القوى داخل الصالات 2025 بقفزة 8.12 مترًا، بفارق سنتيمتر واحد فقط عن الفائز بالميدالية الذهبية بوزيدار سارابويكوف. وقد عكس ذلك نتيجة بطولة أوروبا لألعاب القوى تحت 20 عامًا 2023 حيث فاز الإيطالي بالميدالية الذهبية بفارق سنتيمتر واحد بقفزة 8.23 مترًا عن سارابويكوف.

## نشأته وخلفيته
ماتيا فورلاني هو ابن لاعب القفز العالي السابق وهو مدربه أيضًا مارسيلو فورلاني، ينحدر من أصول سنغالية من جهة والدته، كاتي سيك وهي أيضا عداءة رياضية سابقة). شقيقته إريكا هي أيضًا لاعبة قفز عالي.

## مسيرته الرياضية
فاز فورلاني بميداليتين ذهبيتين في بطولة أوروبا تحت 18 عامًا في القدس، في الوثب العالي والوثب الطويل في عام 2022. بعد أشهر قليلة وفي السابعة عشرة من عمره، حطم الرقم القياسي الأوروبي للوثب الطويل داخل الصالات لفئة تحت ٢٠ عامًا بقفزة بلغت 7.99 مترًا ليحتل المركز الثاني في جائزة فولكسام الكبرى في ستوكهولم، السويد. في مارس شارك في مسابقة الوثب الطويل للكبار في بطولة أوروبا داخل الصالات المغلقة في إسطنبول، حيث لم يتأهل إلى النهائي. في 24 مايو قفز فورلاني مسافة 8.44 مترًا في مسابقة الوثب الطويل في ملتقى سافونا على أرض الوطن. كان من الممكن أن يُسجل هذا الرقم القياسي العالمي لفئة تحت 20 عامًا لو لم تكن سرعة الرياح أعلى بقليل من الحد القانوني البالغ 2.2 متر/ثانية، حيث كانت علامته هي الأطول في التاريخ لرياضي تحت 20 عامًا في جميع الظروف.
فاز بالميدالية الفضية في الوثب الطويل في بطولة أوروبا لألعاب القوى داخل الصالات 2025 بقفزة 8.12 مترًا، بفارق سنتيمتر واحد فقط عن الفائز بالميدالية الذهبية بوزيدار سارابويكوف. وقد عكس ذلك نتيجة بطولة أوروبا لألعاب القوى تحت 20 عامًا 2023 حيث فاز الإيطالي بالميدالية الذهبية بفارق سنتيمتر واحد بقفزة 8.23 مترًا عن سارابويكوف.

## الإنجازات

### أفضل الأرقام القياسية الشخصية
- القفز العالي - 2017 متر (بريشيا 2021)
  - القفز العالي داخل الصالات - 2013 متر (أنكونا 2022)
- القفز الطويل - 8.28 متر (روما 2024) الرقم القياسي العالمي لألعاب القوى تحت 20 عامًا
  - القفز الطويل داخل الصالات - 8.34 متر (أنكونا 2024) الرقم القياسي العالمي لألعاب القوى تحت 20 عامًا[11]

### مسابقات دولية
| العام | المسابقة                               | المكان                  | المركز                     | حدث          | ملاحظة            |
| ----- | -------------------------------------- | ----------------------- | -------------------------- | ------------ | ----------------- |
| 2021  | بطولة أوروبا تحت العشرين عامًا          | تالين، إستونيا          | المركز السابع              | القفز العالي | 2.15 متر          |
| 2022  | بطولة أوروبا تحت 18 عامًا               | القدس، إسرائيل          | المركز الأول               | الوثب العالي | 2٫15 متر          |
| 2022  | بطولة أوروبا تحت 18 عامًا               | القدس، إسرائيل          | المركز الأول               | القفز الطويل | 8.04 متر CR AU18B |
| 2022  | بطولة العالم للشباب تحت 20 عامًا        | كالي، كولومبيا          | المركز الثامن              | الوثب العالي | 2.05 متر          |
| 2022  | بطولة العالم للشباب تحت 20 عامًا        | كالي، كولومبيا          | المركز السابع              | الوثب الطويل | 7.76 متر          |
| 2023  | بطولة أوروبا لألعاب القوى داخل الصالات | إسطنبول، تركيا          | المركز الثاني عشر (تصفيات) | الوثب الطويل | 7.57 متر          |
| 2023  | بطولة أوروبا لألعاب القوى تحت 20 عامًا  | القدس، إسرائيل          | المركز الأول               | الوثب الطويل | 8.23 متر CR       |
| 2023  | بطولة العالم                           | بودابست، المجر          | المركز الثامن عشر (نصفيات) | الوثب الطويل | 7.85 متر          |
| 2024  | بطولة العالم لألعاب القوى داخل الصالات | غلاسكو، المملكة المتحدة | المركز الثاني              | الوثب الطويل | 8.22 متر          |
| 2024  | بطولة أوروبا                           | روما، إيطاليا           | المركز الثاني              | الوثب الطويل | 8.38 متر PB       |
| 2024  | الألعاب الأولمبية                      | باريس، فرنسا            | المركز الثالث              | الوثب الطويل | 8.34 متر          |
| 2025  | بطولة أوروبا لألعاب القوى داخل الصالات | أبلدورن، هولندا         | المركز الثاني              | الوثب الطويل | 8.12 متر          |
| 2025  | بطولة العالم لألعاب القوى داخل الصالات | نانجينغ، الصين          | المركز الأول               | الوثب الطويل | 8.30 متر          |